# Алгабас (Тюлькубасский район)
Алгабас (каз. Алғабас) — село в Тюлькубасском районе Туркестанской области Казахстана. Входит в состав Кемербастауского сельского округа. Код КАТО — 516049200.

## Население
В 1999 году население села составляло 892 человека (448 мужчин и 444 женщины). По данным переписи 2009 года, в селе проживало 929 человек (476 мужчин и 453 женщины).

## Известные жители и уроженцы
- Жаримбетов, Мантай (1912 — ?) — Герой Социалистического Труда.